# ディセンダー

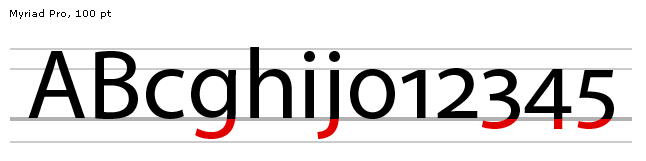
ベースライン以下の赤い部分はディセンダーである。

タイポグラフィにおいてディセンダー（英: Descender）は字母の一部であり、ベースラインの下に延長した部分である。ディセンダーの下端をディセンダーラインといい、英語ではbeard lineとも呼ばれる。
例えばラテン文字のyにおいてはディセンダーは尾の部分に相当し、二本線がつくるV字の下の対角線の部分とも言える。またpでは右側の丸の下に伸びる幹にあたる。
英文書体の多くではディセンダーは小文字(g、j、p、q、y)とまれにfに存在するが、数字(特に3、4、5、7、9)に使うこともある。このような数字はold-style numeralと呼ばれる。ただし、Computer Modern italicなどのイタリック体の書体は4にディセンダーがあって他にはなく、これはオールドスタイルとはされていない。書体の中にはJ、Qの大文字にもディセンダーをもつものがある。
ある書体の、各文字のエックスハイトよりも上の部分をアセンダーという。同様に、アセンダーの上端に引かれる水平線をアセンダーラインという。